# Vereniging De Hollandsche Molen

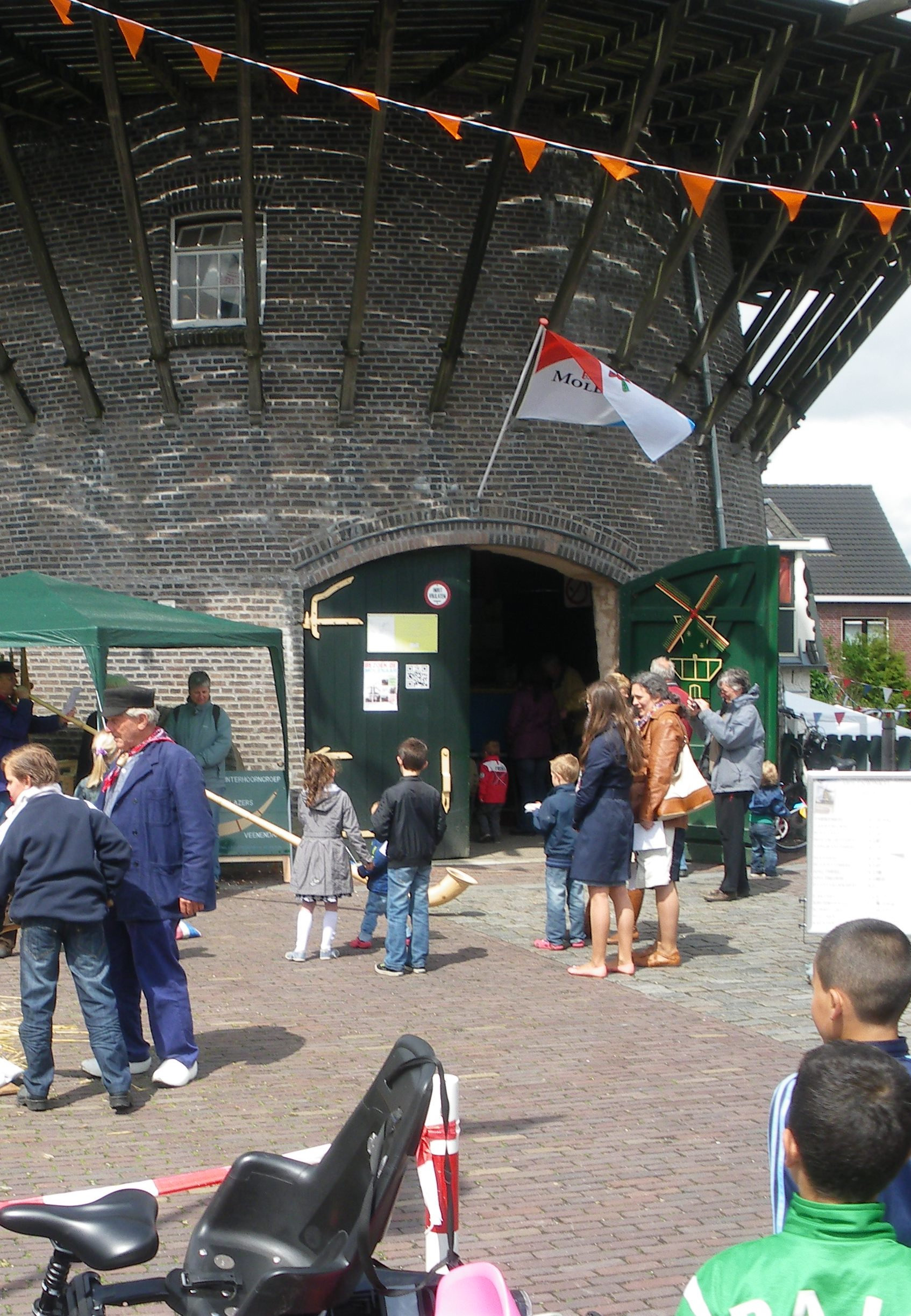
Besucher an der Nieuwe Molen („Neue Mühle“) in Veenendaal

De Hollandsche Molen ist eine niederländische Vereinigung, vergleichbar dem deutschen Verband, welche sich für den Erhalt der historischen Wind- und Wassermühlen im Land einsetzt.

## Geschichte
Der Verband wurde am 15. Mai 1923 gegründet und richtete seine Arbeit zunächst auf den wirtschaftlichen Erhalt der Mühlen. Nach dem Zweiten Weltkrieg verschob sich der Akzent zur historischen und landschaftlichen Bedeutung der Windmühlen. Heute werden 1.200 Mühlen in den Niederlanden betreut und in vielen Fällen auch aktiv in Betrieb gehalten.
Die Vereinigung benötigt hierfür genügend ehrenamtliches Personal und gründete dazu 1972 die „Gilde der Freiwilligen Müller“ (Gilde van Vrijwillige Molenaars). Diese Gilde bildet die freiwilligen Müller aus, der Verband De Hollandsche Molen hält die Prüfungen ab und vergibt ein Zertifikat. Mit diesem Diplom kann auf allen Mühlen in den Niederlanden gearbeitet werden. Auch wenn diese Zertifizierung keinen gesetzlichen und offiziellen Charakter hat, verlangen jedoch die meisten Windmühlen diesen Nachweis von ihren freiwilligen Helfern.
Die Vereniging De Hollandsche Molen erarbeitete die praktische Richtlinien für Mühlenumgebungen, etwa den Schutz vor windhemmendem Bewuchs oder Bebauung.
Die Vereinigung gibt drei Mal im Jahr eine Publikation mit dem Namen „Molens“ (Mühlen) heraus, welche in den ersten Jahren nach Herausgabebeginn 1954 noch „Molennieuws“ (Mühlennachrichten) hieß.
Als Schirmherr oder -frau treten Mitglieder des niederländischen Königshauses auf. Bis zu seinem Tod am 12. August 2013 war dies Friso von Oranien-Nassau, zuvor, von 1980 bis zu seinem Tod 2002, hatte sein Vater Claus von Amsberg diese Aufgabe inne. Am 17. Augustus 2014 übernahm Prinzessin Beatrix de Schirmherrschaft über die Vereniging De Hollandsche Molen.

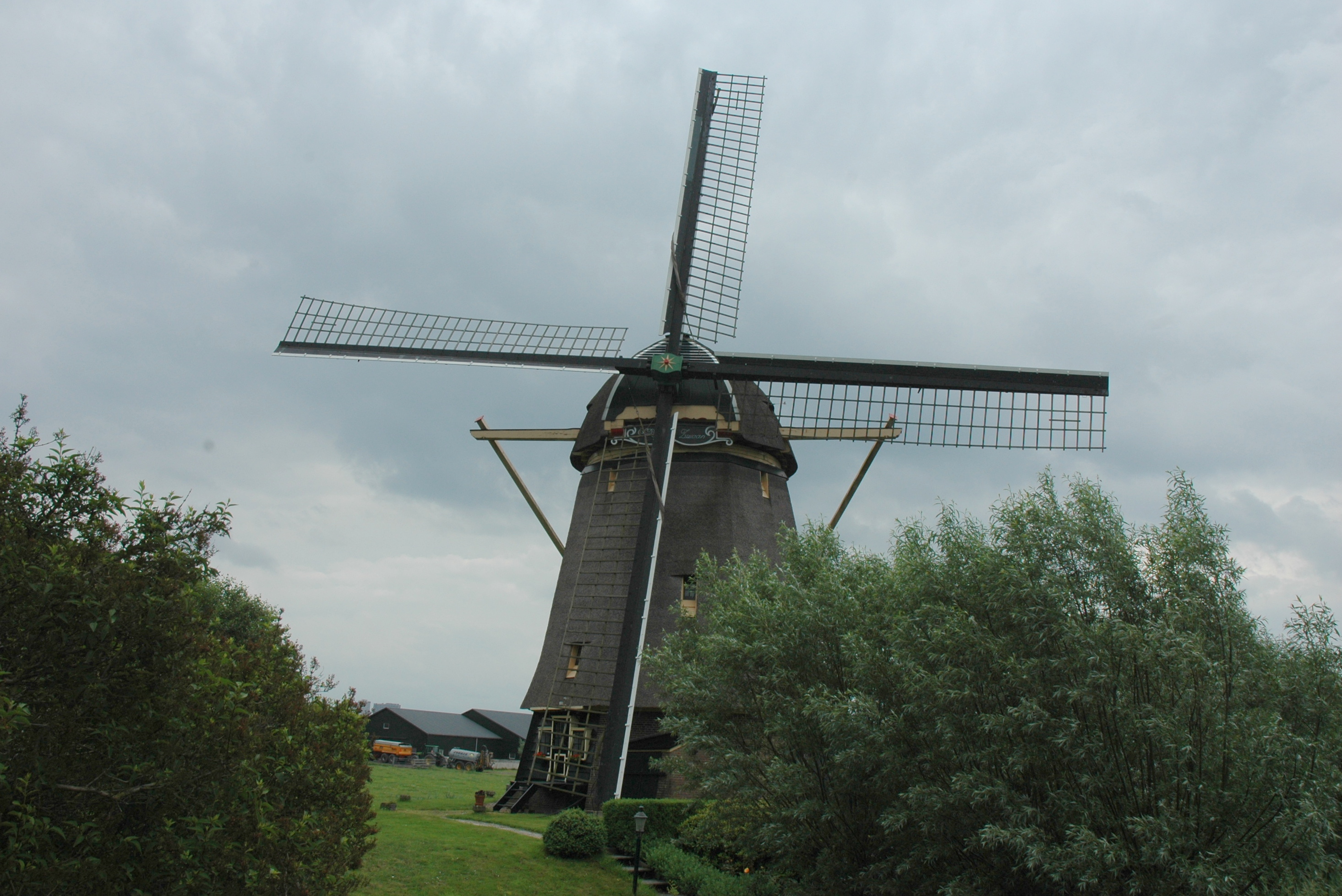
Poldermühle De Zwaan (übers.: Der Schwan) in Ouderkerk aan de Amstel

## Vereinseigene Mühlen
Im Laufe der Zeit hat die Vereinigung eine Anzahl von eigenen Mühlen erworben:
- Getreidemühle Braakmolen in Goor
- Getreidemühle De Jager  in Oud-Vossemeer
- Getreidemühle Nooit Gedacht in Warnsveld
- Poldermühle* Het Noorden in Oosterend (Texel)
- Getreidemühle Rijn en Lek in Wijk bij Duurstede
- Getreidemühle De Roos in Delft
- Poldermühle De Slokop in Spaarndam
- Getreidemühle De Speelman in Overschie (Rotterdam)
- Die Bockwindmühle in Batenburg
- Poldermühle Zuidpoldermolen in Edam
- Poldermühle De Zwaan  in Ouderkerk aan de Amstel

*(Poldermühlen dienen der Entwässerung)